# The Fray
The Fray är ett amerikanskt band som spelar poprock/alternativ rock. Det bildades 2002 i Denver, Colorado, USA.
2003 gav de ut EP:n Reason, men debutalbumet How to Save a Life räknas som deras riktiga genombrott. 2006 fick de en stor hit med låten "How to Save a Life" från albumet, som även innehåller andra låtar som "Over My Head (Cable Car)" och "All at Once". Bandets genombrott kom efter att några av deras låtar spelades i tv-serien Grey's Anatomy . Några av deras största låtar har även använts som bakgrundsmusik i tv-serier som One Tree Hill och Scrubs.

## Medlemmar
Nuvarande medlemmar
- Joe King – rytmgitarr, basgitarr (i studio), bakgrundssång, sång (2002– )
- Isaac Slade – sång, piano (2002– )
- Dave Welsh – sologitarr (2002, 2003– ), basgitarr (i studio) (2006– )
- Ben Wysocki – trummor, percussion (2002, 2003– )

Turnerande medlemmar
- Einar Pedersen – basgitarr (2017– )

Tidigare medlemmar
- Mike Ayars – sologitarr (2002–2003)
- Caleb Slade – basgitarr (2002)
- Dan Battenhouse – basgitarr (2002–2004)
- Zach Johnson – trummor (2002–2003)
- Jimmy Stofer – basgitarr (2005–2006)

Tidigare turnerande medlemmar
- Dan Lavery – basgitarr (2007–2009)
- Jeremy McCoy – basgitarr, bakgrundssång (2009–2014)
- Jason Hardin – basgitarr (2014–2016)

## Diskografi

### Studioalbum
- 2005 – How to Save a Life
- 2009 – The Fray
- 2012 – Scars & Stories
- 2014 – Helios

### Livealbum
- 2006 – Live at the Electric Factory: Bootleg No. 1
- 2007 – Acoustic in Nashville: Bootleg No. 2
- 2009 – Live from the 9:30 Club: Bootleg No. 3

### Singlar (urval)
- 2005 – "Over My Head (Cable Car)" (US#8)
- 2006 – "How to Save a Life" (US#3)
- 2007 – "All at Once"
- 2009 – "Never Say Never" (US#32)
- 2011 – "Heartbeat" (US#42)
- 2013 – "Love Don't Die" (US#60)